# Lone Survivor
Pour l'article homonyme, voir Du sang et des larmes (Lone Survivor, le titre original)
Lone Survivor est un jeu de type survival horror développé par Jasper Byrne pour Superflat Games. Il est disponible depuis le 27 mars 2012 sur plateforme PC et Mac. Lors du Humble Indie Bundle V, le jeu est sorti sous Linux. Le jeu est paru ultérieurement sur la Wii U, la PlayStation 3, la PlayStation 4 et la PlayStation Vita (par l'entremise de la PlayStation Network) sous le nom de Lone Survivor: Director's Cut. La version Director's Cut, éditée par Curve Studios, fut offerte comme mise à jour gratuite pour les détenteurs de la version Windows et OS X. C'est cette dernière version qui fut adaptée pour les consoles. La version Wii U est offerte en téléchargement sur la Nintendo eShop depuis le 16 octobre 2014 alors que la version pour la PlayStation 4 est disponible pour téléchargement depuis le 14 octobre 2014 en Amérique du Nord et le 15 octobre 2014 en Europe.

## Scénario
Dans ce jeu d'aventure et de survie psychologique, le protagoniste masqué doit s’échapper par n'importe quel moyen d'une ville ravagée par une maladie qui transforme les habitants en de terribles créatures assoiffées de sang. Affamé et épuisé, il commence à se demander si les choses qu'il voit sont réelles.

## Système de jeu
Dans ce Survival-Horror en 2D et en monde ouvert doté d'un cycle jour-nuit, vous êtes libres de faire ce que vous voulez. Vous pouvez soit suivre l'histoire du jeu (sachant que vos choix et vos actions comptent, ce qui peut changer le cours du scénario ainsi que la fin du jeu : il y en a 3 dans la version originale et 5 dans la version Director's Cut) ou alors imposer vos propres objectifs (chercher des survivants, trouver un tel objet, visiter tous les lieux, etc.). Votre personnage peut avoir faim, être fatigué ou alors ne se sentir pas bien (physiquement ou mentalement) donc il vous faudra trouver au cours de l'aventure des vivres (de l'eau, de la nourriture, des médicaments, des moyens de se rassurer ou de se divertir) ensuite cuisiner ou vous reposer. Dans ce jeu, les munitions sont très limitées donc il faudra les économiser, vous avez deux solutions : trouver des tactiques pour attirer un ennemi avec des morceaux de viande avariée à un certain endroit et se cacher en arrière-plan pour pouvoir passer ou alors procéder à des échanges avec des PNJ ou avaler des pilules (ce qui n'est pas bon pour la santé mentale du personnage) pour obtenir des munitions, des fusées éclairantes (qui aveuglent les ennemis) et des piles (pour votre lampe torche ou votre console de jeu), idem pour la nourriture. Vous pouvez vous téléporter entre deux différents endroits (entre votre chambre et un point défini) avec deux miroirs. Votre Hub (votre habitat/endroit de repos) se trouve être votre appartement dans lequel vous pourrez écouter la radio (pour connaître votre objectif principal ou avoir des infos sur le stock du Directeur, un PNJ qui vous aide), dormir dans votre lit (pour sauvegarder la partie et vous reposer), cuisiner, récupérer des pilules, prendre de l'eau, vous divertir, lire votre journal (pour vous rappeler de ce qui s'est passé dans l'histoire du jeu), etc. Il existe tellement de mécaniques de gameplay, qui l'en devient impossible de toutes les énumérer.

## Accueil
Le jeu a reçu un accueil très positif de la presse vidéoludique pour son approche créative du genre. Rock, Paper, Shotgun encense l'utilisation brillante du scénario ainsi que de la musique.